# Angelo Rossi
Angelo Rossi (Stuttgart, 1887. január 27. – ?) német nemzetközi labdarúgó-játékvezető.

## Pályafutása

### Nemzeti játékvezetés
A kor elvárásának megfelelően labdarúgóként kezdte pályafutását. Kiemelkedő szabályismeretének köszönhetően 1911-től egyre több mérkőzés vezetésére kérték fel. Sportvezetőinek javaslatára lett az élvonal játékvezetője. Az aktív nemzeti játékvezetéstől 1918-ban vonult vissza.

### Nemzetközi játékvezetés
A Német labdarúgó-szövetség Játékvezető Bizottsága (JB) 1918-ban terjesztette fel nemzetközi játékvezetőnek, a Nemzetközi Labdarúgó-szövetség (FIFA) bíróinak keretébe. Több nemzetek közötti válogatott és klubmérkőzést vezetett. Az aktív nemzetközi játékvezetéstől 1918-ban  búcsúzott. Válogatott mérkőzéseinek száma: 2.

## Statisztika

### Nemzetközi válogatott mérkőzései
| #  | Dátum             | Helyszín                        | Hazai        | Eredmény | Vendég       | Kiírás     | Gólok | Esemény |
| -- | ----------------- | ------------------------------- | ------------ | -------- | ------------ | ---------- | ----- | ------- |
| 1. | 1918. április 14. | Budapest, Hungária körúti pálya | Magyarország | 2 – 0    | Ausztria     | barátságos | -     |         |
| 2. | 1918. június 2.   | Bécs, WAC-Platz                 | Ausztria     | 0 – 2    | Magyarország | barátságos | -     |         |
|    | Összesen          |                                 |              | 2        | mérkőzés     |            |       |         |